# Garbergsgranit

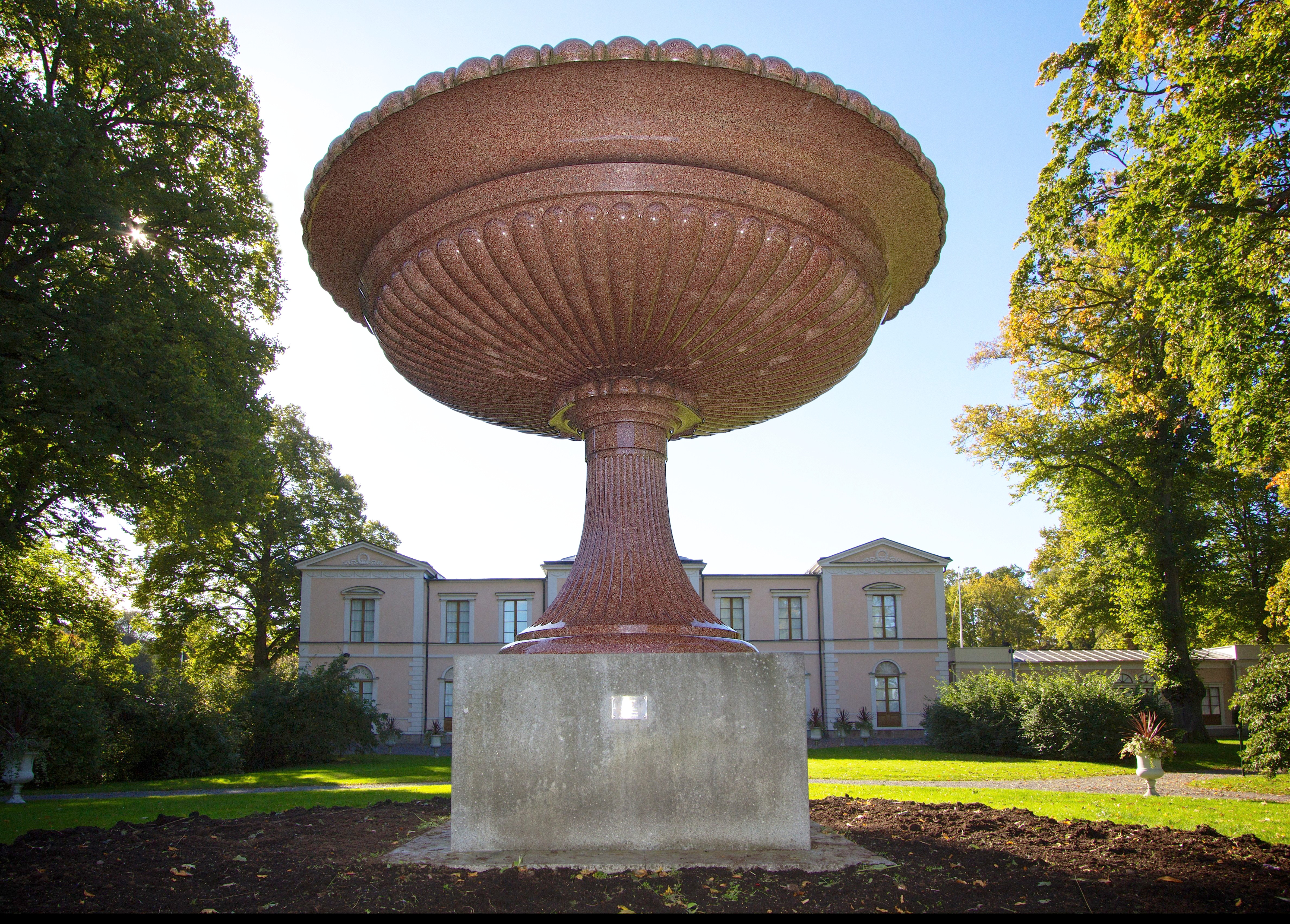
Rosendalsvasen i garbergsgranit från Älvdalens porfyrverk, vid Rosendals slott

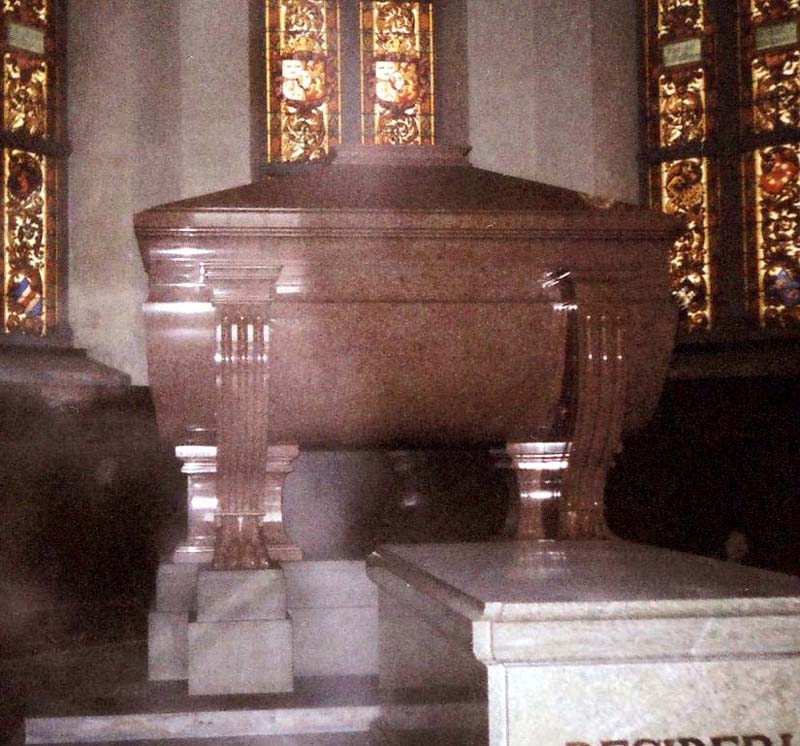
Karl XIV Johans sarkofag i Riddarholmskyrkan i Stockholm

Garbergsgranit, tidigare marknadsförd som granitell, är en porfyrgranit, som fått sitt namn efter Garberget i Älvdalens kommun. Brytning skedde framför allt under 1800-talet, med bearbetning vid Älvdalens porfyrverk och Älvdalens Nya Porfyrverk i Älvdalen.
Garbergsgranit är en porfyrgranit, men termen porfyr tillämpas ofta även på dessa. Den är röd till färgen, har vita och svarta strökorn och är nära knuten till de vulkaniska dalaporfyrerna. Den har bildats ur samma magma som dalaporfyrerna, men av sådan magma som inte nådde upp till jordytan, utan svalnade långsammare längre ned i sprickor eller lavaflöden. De har vanligen kristalliserat sig på något större djup än gångbergarterna och därför svalnat långsammare. 

## Monumentala föremål i garbergsgranit
- Rosendalsvasen utanför Rosendals slott i Stockholm, 1825, gjord av ett flyttblock av garbergsgranit hämtat från Gåsvarv, tillverkad av Älvdalens porfyrverk.[1]
- Karl XIV Johans sarkofag i Riddarholmskyrkan i Stockholm, 1856, gjord garbergsgranit bruten i Garberg, tillverkad av Älvdalens porfyrverk.[2][1]
- Två pelare under orgelläktaren i Älvdalens kyrka, 1904, tillverkad av Älvdalens Nya Porfyrverk.[3][4]